# Ariosoma anagoides
Ariosoma anagoides är en fiskart som först beskrevs av Bleeker, 1853.  Ariosoma anagoides ingår i släktet Ariosoma och familjen havsålar. Inga underarter finns listade i Catalogue of Life.